# Vadkov (Bohdalovice)
Vadkov  (německy Neudorfl) je zaniklá ves na  území obce Bohdalovice v okrese Český Krumlov.

## Historie
První písemná zmínka o Vadkovu pochází z roku 1410. Od zavedení obecního zřízení v polovině 19. století byl Vadkov osadou obce Svéráz. V roce 1930 zde stálo 5 domů a žilo zde 269 obyvatel. V 50. letech 20. století Vadkov zanikl.